# Song Gaozong
Song Gaozong (宋高宗), född 1107, död 1187, var den tionde kejsaren under den kinesiska Songdynastin (960-1279) och regerade 1127–1162. Hans personliga namn var Zhao Gou (赵构).

## Biografi
Kejsar Gaozong tillträdde kejsartronen 1127 efter att hans bror och företrädare kejsare Qinzong blivit tillfångatagen av Jindynastin. Jindynastin erövrade även den norra delen av riket och Songdynastins huvudstad Kaifeng, vilket blev slutet för Norra Song. Tronen överlämnades till honom av änkekejsarinnan Meng, som igenkände honom som kejserlig prins och legitim arvtagare sedan den förra kejsaren förts bort i fångenskap. Kejsare Gaozong etablerade Södra Song och satte upp den nya huvudstaden i Hangzhou. Hans regeringstid var instabil och han blev under år 1129 tillfälligt avsatt av kuppmakare, som placerade hans son Zhang på tronen med  änkekejsarinnan Meng som regent, innan han kunde återta makten. 
Riket var efter förlusten 1127 halverat och Gaozong gjorde försök att återerövra de förlorade norra territorierna, men misslyckades och fick 1141 köpa sig en dyr och förnedrande fred. Stridigheterna fortsatte dock och 1161 försökte Jindynastin erövra Songdynastin och trycket blev för stort för kejsare Gaozong. Gaozong abdikerade 1162 och ersattes av sin adopterade son kejsare Xiaozong. Kejsare Gaozong avled 1187 och begravdes liksom sex av Södra Songs kejsare i Shaoxing, Zhejiang.
Staden Shaxing fick sitt namn efter Gaozongs regeringsperiod Shaoxing, som varade från 1131 till kejsarens död 1162.